# اسکار آرام
اسکار آرام (انگلیسی: Peaceful Oscar) یک فیلم کوتاه کمدی به کارگردان راسکو آرباکل است که در سال ۱۹۲۷ منتشر شد.

## گزیدهٔ بازیگران
- لوید همیلتون
- هنری مرداک
- بلانش پیسون
- بیلی همپتون